# Rio Teriberka
Rio Teriberka é um rio da Rússia, situado no norte da Península Kola.